# L'art africain contemporain
L'art africain contemporain è un saggio sull'arte contemporanea africana pubblicato da Pierre Gaudibert nel 1991.

## Contenuto
Il saggio di Art africain contemporain è strutturato in sei capitoli.
- Ignoranza scetticismo prospettiva valorizzazioni
- Storia della pittura e della scultura moderna africana
- Formazione e statuto
- Pittura e scultura accademica
- Pittura e scultura popolare
- Diffusione dell'arte contemporanea africana

Il saggio di Pierre Gaudibert sull'arte contemporanea africana parte con un approccio storiografico, analizzando il modo in cui la produzione contemporanea del continente è stata per lungo tempo ignorata o denigrata, anche da parte di importanti intellettuali del continente come Cheikh Anta Diop, e poi lentamente notata.
I primi a segnalare la produzione visiva del continente sono Rolf Italiaander (che parla di un risveglio della produzione africana dopo il periodo che lui aveva definito in modo spregiativo dei "Negri bianchi", una semplice imitazione delle forme occidentali), Jacques Maquet nel 1962, Evelyne Brown (che produce nel 1966 un repertorio di più di 330 artisti essenzialmente anglofoni), Ulli Beier a partire dagli anni Sessanta, Madeleine Rousseau nel 1965 e Papa Ibra Tall. 
Secondo Pierre Gaudibert l'arte contemporanea africana era percepita negli anni Sessanta e Settanta come agli esordi, cita alcuni esempi e poi passa in rassegna esposizioni, collezioni e alcuni festival che hanno avuto un ruolo nella sua promozione.
Seguono quattro capitoli all'interno dei quali l'autore passa in rassegna epoche e artisti che operano in diversi paesi, senza approfondire il lavoro di specifici protagonisti o movimenti, ma offrendo un panorama della densità degli autori del continente nei paesi dell'Africa Sub-Sahariana e dei loro stili. Si spazia da artisti che hanno frequentato scuole d'arte, a quelli che si sono formati all'interno dei laboratori (workshop), a quelli autodidatti e che producono arte popolare (insegne e opere su commissione). Janet L. Stanley conclude la sua descrizione del libro raccomandando di fare attenzione al gran numero di errori nella trascrizione dei nomi degli artisti e definendo la revisione del testo se ce n'è stata, è estremamente sciatta.

## Edizioni
- Pierre Gaudibert, L'art africain contemporain, Diagonales, Editions Cercle d'Art, 1991,  p. 176, ISBN 2-7022-0298-5.